# Синчівка смугастовола
Синчі́вка смугастовола (Mixornis bornensis) — вид горобцеподібних птахів родини тимелієвих (Timaliidae). Мешкає в Південно-Східної Азії.

## Опис

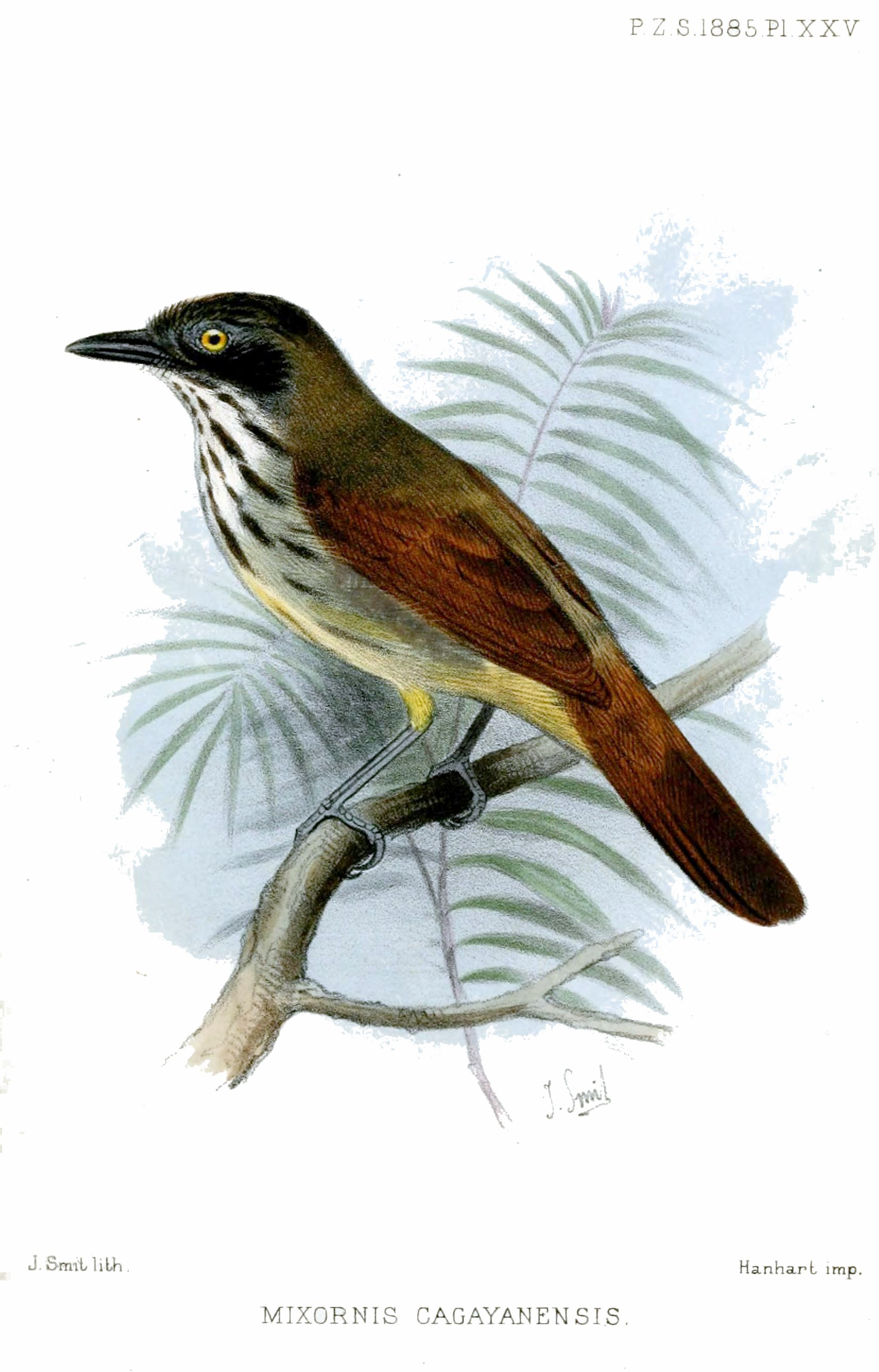
Смугастовола синчівка

Довжина птаха становить 11-12 см. Верхня частина тіла коричнева. Горло білувате, решта нижньої частини тіла жовтувата. Горло і нижня частина тіла поцятковані коричневими смужками. Обличчя сіре, тім'я рудувате.

## Підвиди
Виділяють вісім підвидів:
- M. b. zopherus Oberholser, 1917 — острови Анамбас;
- M. b. everetti Hartert, E, 1894 — острови Бунгуран[en];
- M. b. zaperissus Oberholser, 1932 — острови Південнокитайського моря;
- M. b. argenteus Chasen & Kloss, 1930 — острови Банггі[en] і Малавалі[en];
- M. b. cagayanensis Guillemard, 1885 — острів Мапун[en];
- M. b. bornensis Bonaparte, 1850 — Калімантан;
- M. b. montanus Sharpe, 1887 — Сабах (північний Калімантан);
- M. b. javanicus Cabanis, 1851 — Ява.

## Поширення і екологія
Смугастоволі синчівки мешкають на Калімантані, Яві та на сусідніх островах. Вони живуть в тропічних лісах, на болотах і в чагарникових заростях, в садах і на плантаціях. Зустрічаються на висоті до 1200 м над рівнем моря. Живляться комахами. Гніздо кулеподібне. В кладці від 2 до 5 яєць.